# Atlanta Hawks 2010-2011
La stagione 2010-11 degli Atlanta Hawks fu la 62ª nella NBA per la franchigia.
Gli Atlanta Hawks arrivarono terzi nella Southeast Division della Eastern Conference con un record di 44-38. Nei play-off vinsero al primo turno con gli Orlando Magic (4-2), perdendo poi la semifinale di conference con i Chicago Bulls (4-2).

## Roster
| N° | Naz.                       | Ruolo | Sportivo         | Anno | Alt. | Peso |
| -- | -------------------------- | ----- | ---------------- | ---- | ---- | ---- |
| 0  | Stati Uniti (bandiera)     | G     | Jeff Teague      | 1988 | 188  | 82   |
| 1  | Stati Uniti (bandiera)     | G     | Maurice Evans    | 1978 | 196  | 100  |
| 2  | Stati Uniti (bandiera)     | G     | Joe Johnson      | 1981 | 203  | 102  |
| 3  | Stati Uniti (bandiera)     | A     | Damien Wilkins   | 1980 | 198  | 102  |
| 5  | Stati Uniti (bandiera)     | A     | Josh Smith       | 1985 | 206  | 102  |
| 6  | Stati Uniti (bandiera)     | G     | Kirk Hinrich     | 1981 | 191  | 86   |
| 10 | Stati Uniti (bandiera)     | G     | Mike Bibby       | 1978 | 185  | 86   |
| 11 | Stati Uniti (bandiera)     | G     | Jamal Crawford   | 1980 | 198  | 84   |
| 12 | Stati Uniti (bandiera)     | A     | Josh Powell      | 1983 | 206  | 102  |
| 15 | Rep. Dominicana (bandiera) | C     | Al Horford       | 1986 | 208  | 111  |
| 19 | Francia (bandiera)         | A     | Pape Sy          | 1988 | 201  | 102  |
| 24 | Stati Uniti (bandiera)     | A     | Marvin Williams  | 1986 | 206  | 104  |
| 27 | Georgia (bandiera)         | C     | Zaza Pachulia    | 1984 | 211  | 109  |
| 31 | Stati Uniti (bandiera)     | AC    | Hilton Armstrong | 1984 | 211  | 107  |
| 34 | Stati Uniti (bandiera)     | C     | Jason Collins    | 1978 | 213  | 116  |
| 36 | Stati Uniti (bandiera)     | A     | Etan Thomas      | 1978 | 206  | 116  |
| 55 | Stati Uniti (bandiera)     | G     | Jordan Crawford  | 1988 | 193  | 88   |

## Staff tecnico
- Allenatore: Larry Drew
- Vice-allenatori: Lester Conner, Bob Bender, Kenny Gattison, Tyrone Hill
- Vice-allenatori per lo sviluppo dei giocatori: Pete Radulovic, Nick Van Exel
- Preparatore fisico: Chattin Hill
- Preparatore atletico: Wally Blase